# Jaded (canción de Aerosmith)
«Jaded» es una canción de la banda estadounidense de hard rock Aerosmith. Fue escrita por Steven Tyler y Marti Frederiksen. El sencillo fue lanzado el 21 de diciembre de 2000 como el primer sencillo del álbum Just Push Play.
La canción se estrenó públicamente en los American Music Awards y también se tocó en el espectáculo de medio tiempo de la Super Bowl XXXV en enero de 2001. Obtuvo el puesto número 86 de las 100 canciones más grandes de VH1 de la década de 2000.Ocupó el puesto 30 como mejor canción Pop en la premiación de los Latin Pop Songs publicada por la revista Billboard.

## Interpretación de la letra y estructura de la canción
La letra de la canción habla de una chica que está "cansada", y cómo la relación del narrador con ella es veces "complicated (complicada)", pero repetidamente la letra afirma que "I'm the one that jaded you (Yo soy el que te ha cansado)."
La canción cuenta con guitarras chirriantes y un ritmo bajo de batería bailable.

## Vídeo musical
El video musical de "Jaded" cuenta con la banda tocando en el vestíbulo del Teatro de Los Ángeles y unas imágenes de una chica interpretada por la actriz Mila Kunis. La canción cuenta la historia de una niña que ha perdido la capacidad de sentir, debido a la pérdida de contacto con la realidad.
La escena principal se ambienta en un Palacio estilo rococó francés. El video también cuenta con el salón de baile y el Auditorio. En el pasillo se utiliza un espejo además de unos efectos especiales, para multiplicar las puertas y hacer parecer el pasillo interminable.
Hay dos versiones del video, gran parte del material de archivo es el mismo, donde hay algunos disparos de cámara diferentes y algunas escenas.
El vídeo se estrenó en MTV el 13 de febrero de 2001 y fue dirigida por Francis Lawrence. Fue premiado como el Mejor Videoclip Rock Hard del año en los Video Music Awards de Billboard, y Video del año en los Boston Music Awards.

## Posiciónamiento en listas
| Lista (2001)                          | Mejor posición |
| ------------------------------------- | -------------- |
| Alemania (Offizielle Deutsche Charts) | 48             |
| Austria (Ö3 Austria Top 40)           | 47             |
| Canadá (Nielsen SoundScan)            | 6              |
| Italia (FIMI)                         | 11             |
| Países Bajos (Dutch Top 40)           | 17             |
| Nueva Zelanda (Recorded Music NZ)     | 41             |
| España (Top 100 Canciones)            | 18             |
| Suecia (Sverigetopplistan)            | 42             |
| Suiza (Schweizer Hitparade)           | 30             |
| Reino Unido (UK Singles Chart)        | 13             |
| Estados Unidos (Billboard Hot 100)    | 7              |
| Estados Unidos (Mainstream Rock)      | 1              |
| Estados Unidos (Mainstream Top 40)    | 6              |
| Estados Unidos (Adult Top 40)         | 6              |
| Estados Unidos (Latin Pop Airplay)    | 30             |

### Posición de fin de año
| Lista (2001)                       | Posición |
| ---------------------------------- | -------- |
| Estados Unidos (Billboard Hot 100) | 47       |